# De Aetatibus Mundi Imagines
De Aetatibus Mundi Imagines (denominado em português Livro das Idades) é um caderno de desenhos literário e pictórico. O autor e ilustrador do manuscrito foi Francisco de Holanda (1517-1584).

## Descrição

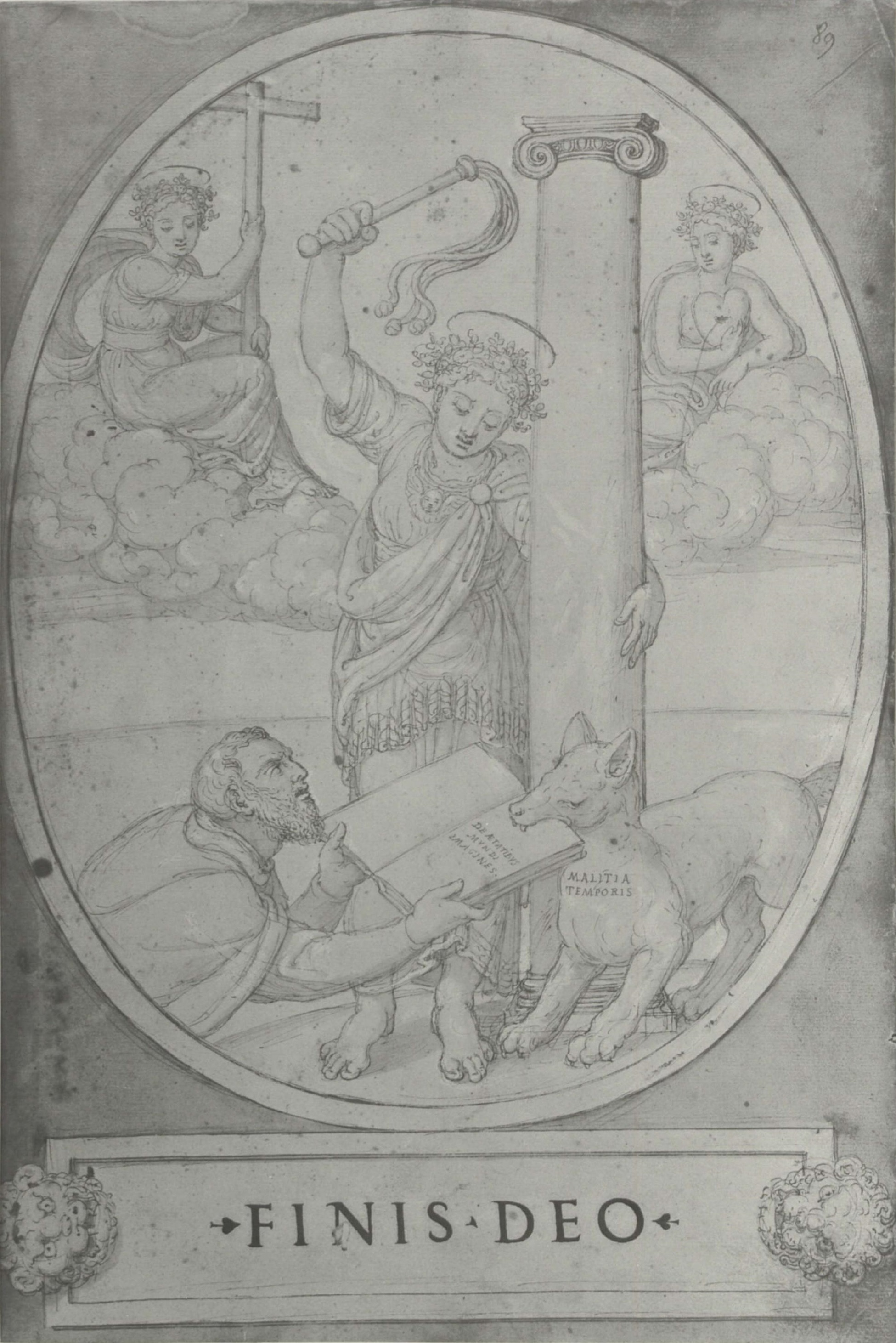
Autorretrato do autor, com as "Imagens das Idades do Mundo" entregues à Malícia do Tempo, na forma de um cão, sob supervisão das três virtudes teologais. "O fim é para Deus".

Francisco de Holanda iniciou esta obra na cidade de Évora em 1545 e a finalizou em Lisboa durante 1573. É um manuscrito de 189 páginas. Contém 152 imagens de temas bíblicos, com composições altamente inovadoras, algumas desenhadas e pintadas com diversas cores em aquarela, outras em sépia. Há pincel, caneta, lápis preto, tinta marrom, guache e cores douradas, sobre papel vergé bege.
Havia 3 códices, e o terceiro sobreviveu.

### Esqueletos do Amor e de Vênus
A última pintura ao final do livro, a imagem CLXXIII, denominada "Esqueletos do Amor e de Vênus", é descrita por Francisco de Holanda como sendo "a figura em que se torna o amor profano e sua mãe Vênus". Uma cena inédita sem igual, são identificados com letras gregas Afrodite e Eros em um ambiente tumular, aparecendo de forma inusitada como figuras esqueléticas: um contraste da morte em relação ao amor e à vida, podendo ter conotações de memento mori ou de paródia, em que os deuses pagãos e a sensualidade humana profana a que sugerem são passageiros. É um exemplar de maneirismo, glorificando o amor divino segundo a retomada dos ideias cristãos, bem como neoplatônicos. Sylvie Deswarte-Rosa considera que o Angelus Dominis a ela anterior faz-lhe uma confrontação como representante do Amor Divino.
Revela-se também o caráter de um humanista, em que são citados trechos de poemas latinos de Virgílio, Propércio e Ovídio. A frase Ubi sunt tua tella ("Cupido, conde estão tuas flechas?") remete a um emblema de Alciato, em Liber Emblematum, em que Anteros, considerado aqui no humanismo renascentista como o Amor da Virtude, sai vitorioso sobre Eros. As outras são:

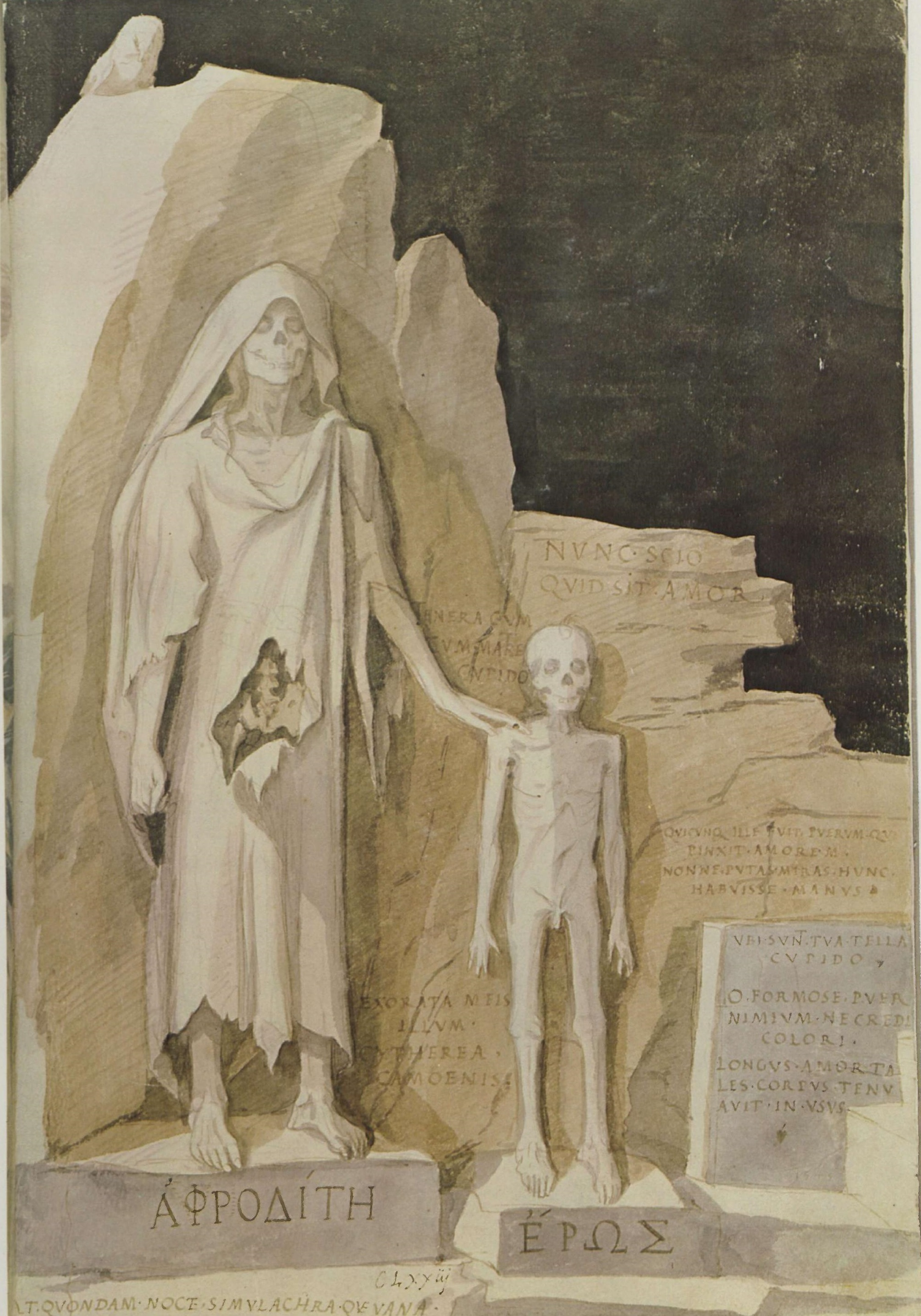
Esqueletos do Amor e de Vênus

| "Nunc seio quid sit amor." —(Virgílio, Bucólicas, 6,43) "Quicumque ille fuit, puerum qui pinxit amores/Nonne putas miras hunc habuisse manus" —(Propércio, Elegias, II, 12, 1-2) "O formose puer, nimium ne crede colori." —(Virgílio, Bucólicas, 2.17.) "Tenera cum matre Cupido." —(Ovídio, Amores, 1, VI, 11) "Longus amor tales corpus tenuavit in usus." —(Ovídio, Amores, 1, VI, 5) "Exorata meis illum Cytherea Camoenis/At quondam noctem simulacra que vana timebam." —(Ovídio, Amores, I, VI, 9.) | "Agora sei o que é o amor." "Posto que tenha pintado o amor em figura de menino/não crês que tenha mãos admiráveis?" "Ó formoso menino!, não confies demasiado na aparência." "Cupido com sua terna mãe." "Um comprido amor enfraqueceu bastante meu corpo para tais práticas." "Vénus a seduzo com meu canto mas antigamente eu temia-a à noite e os seus vãos fantasmas." |
| | |

## Galeria

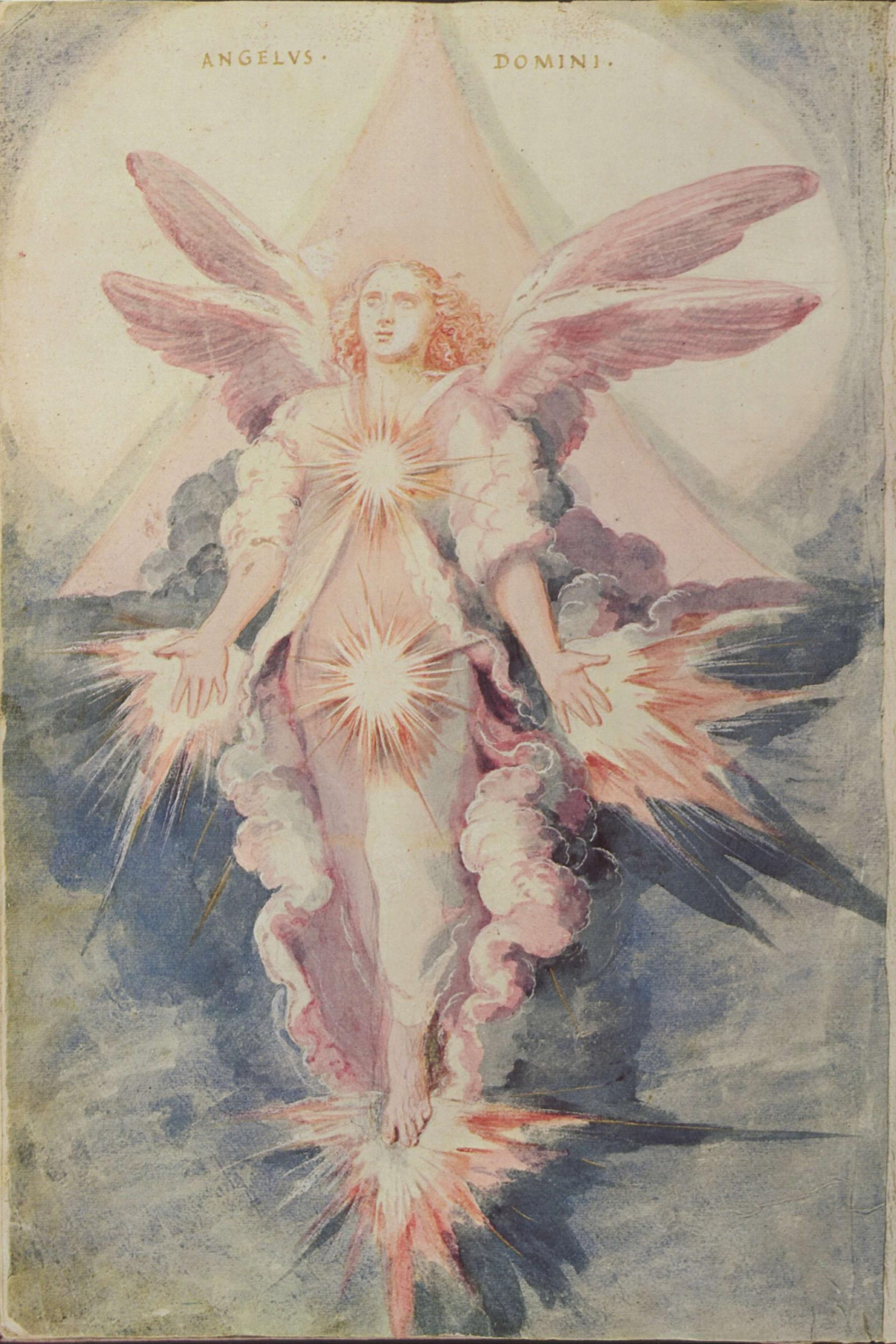
Anjo do Apocalypsi
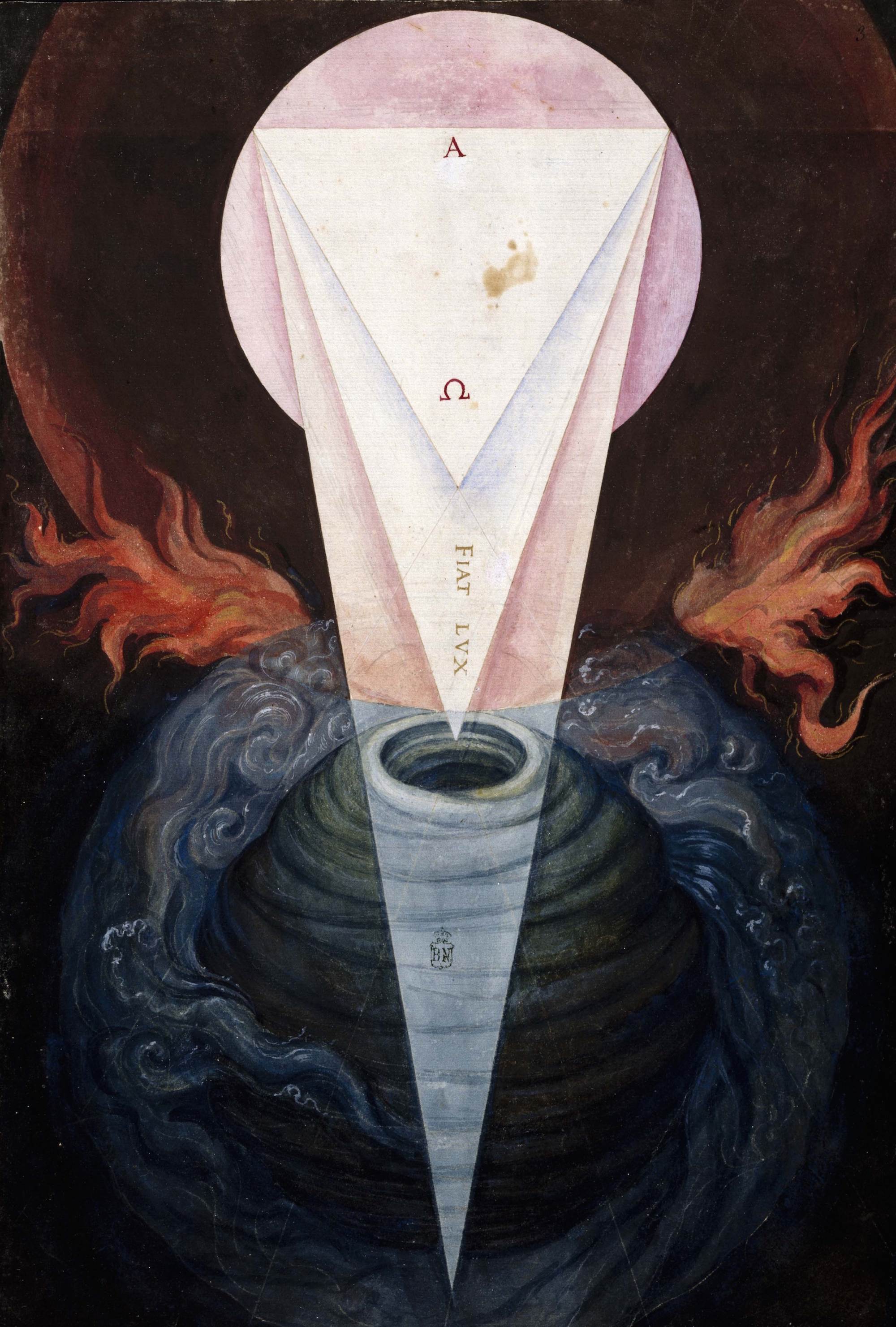
Caos e Criação da Luz
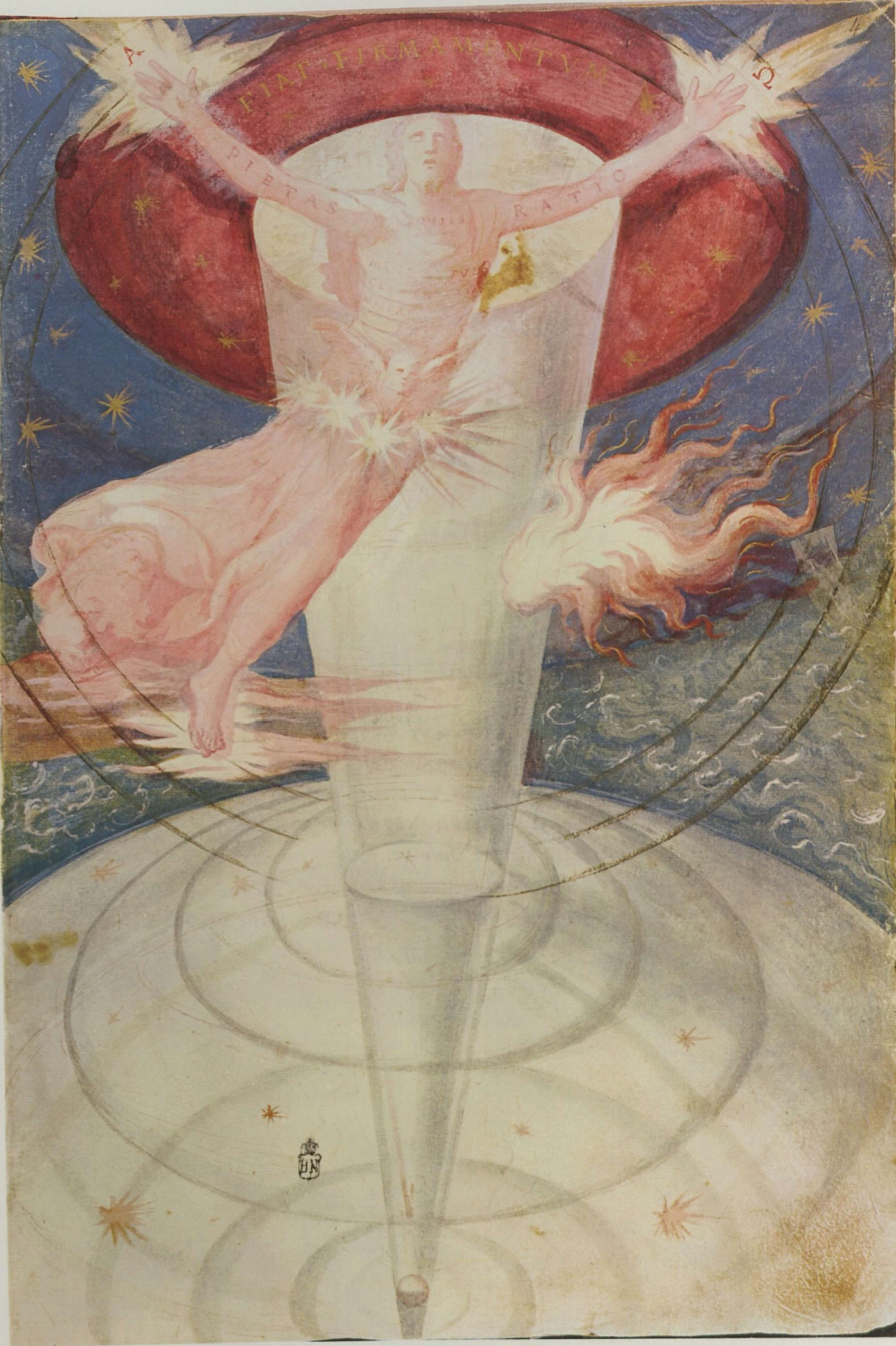
Criação dos Céus — Apartamento das Águas
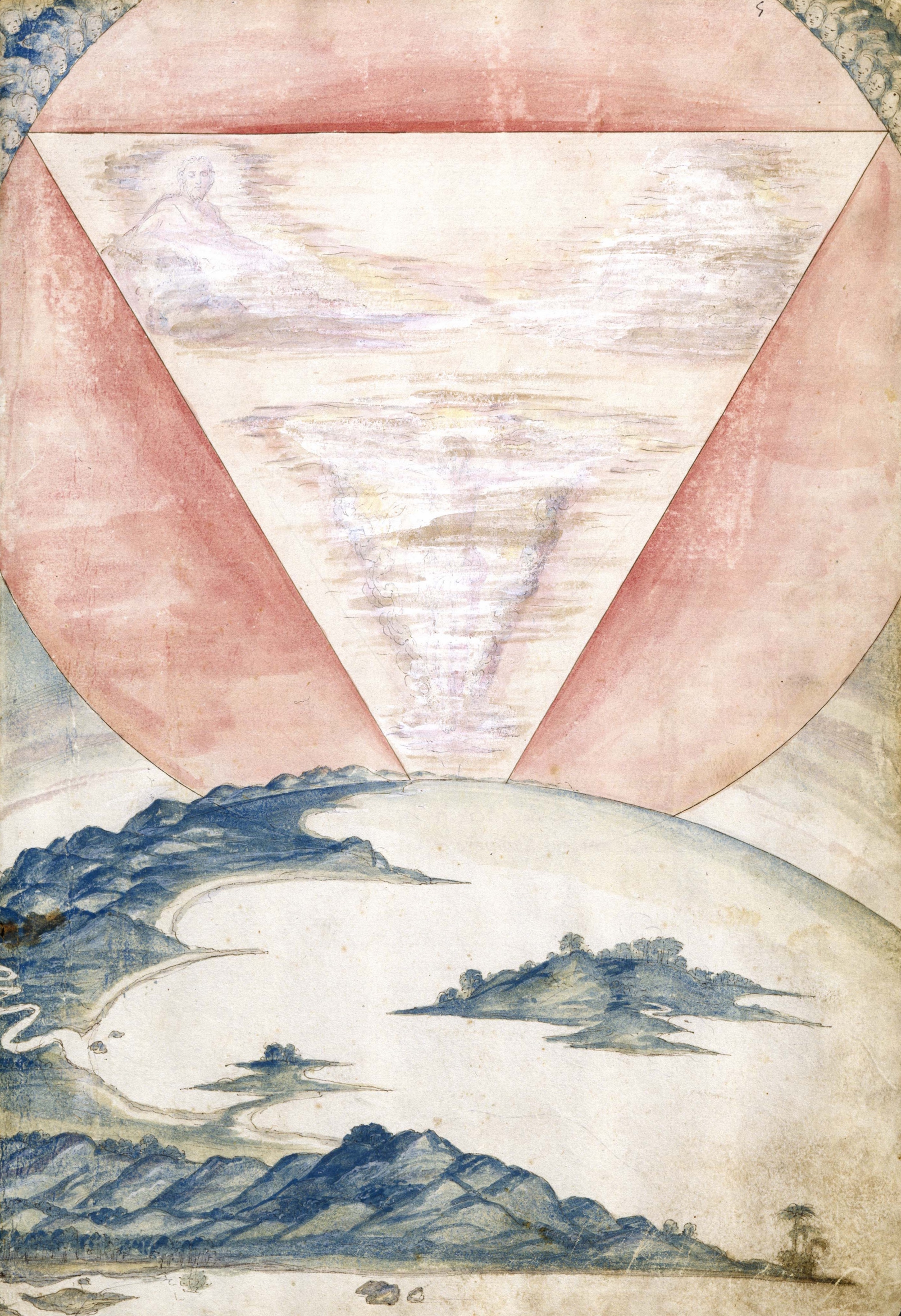
Separação das Águas — Terra Habitável
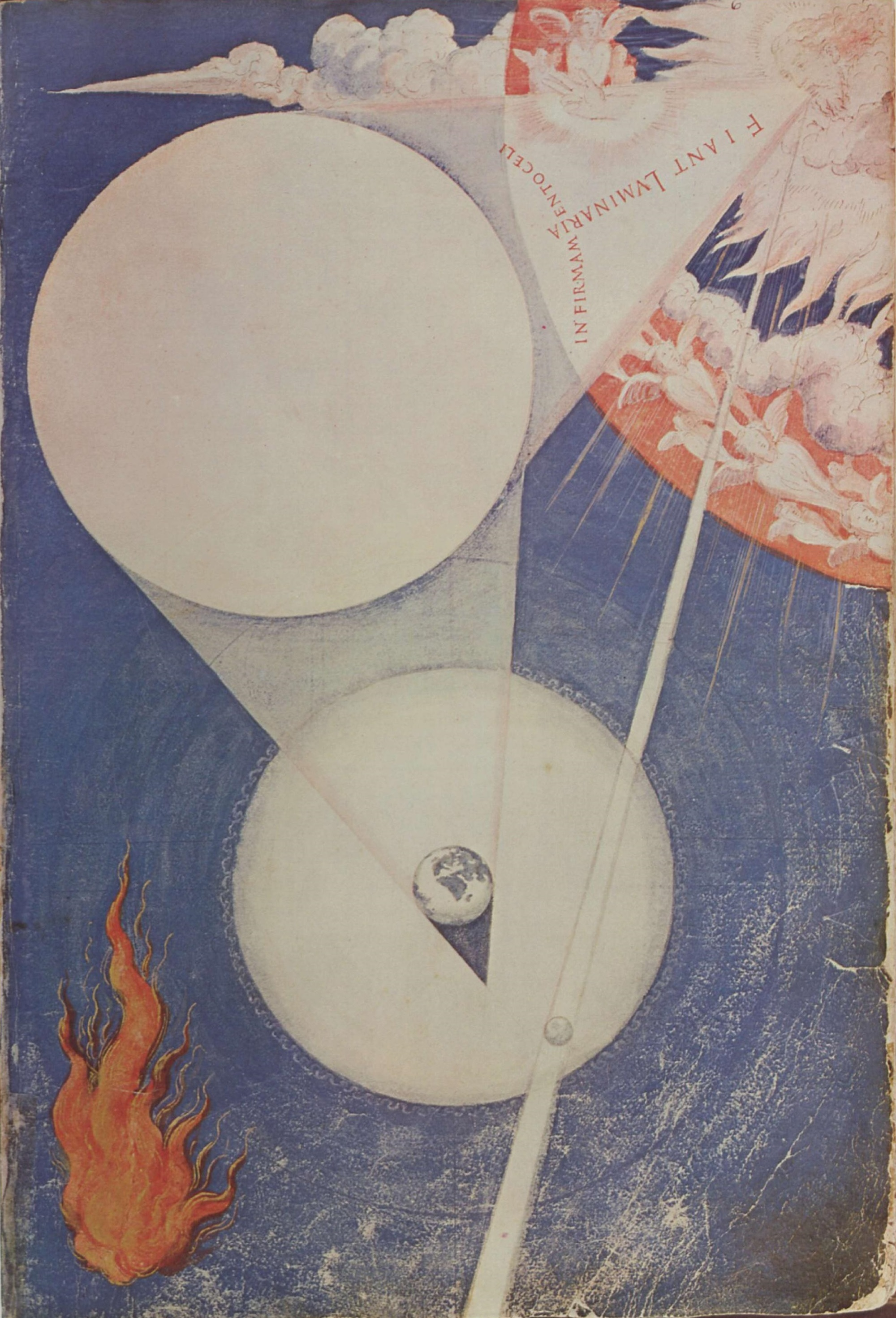
Criação do Sol e da Lua
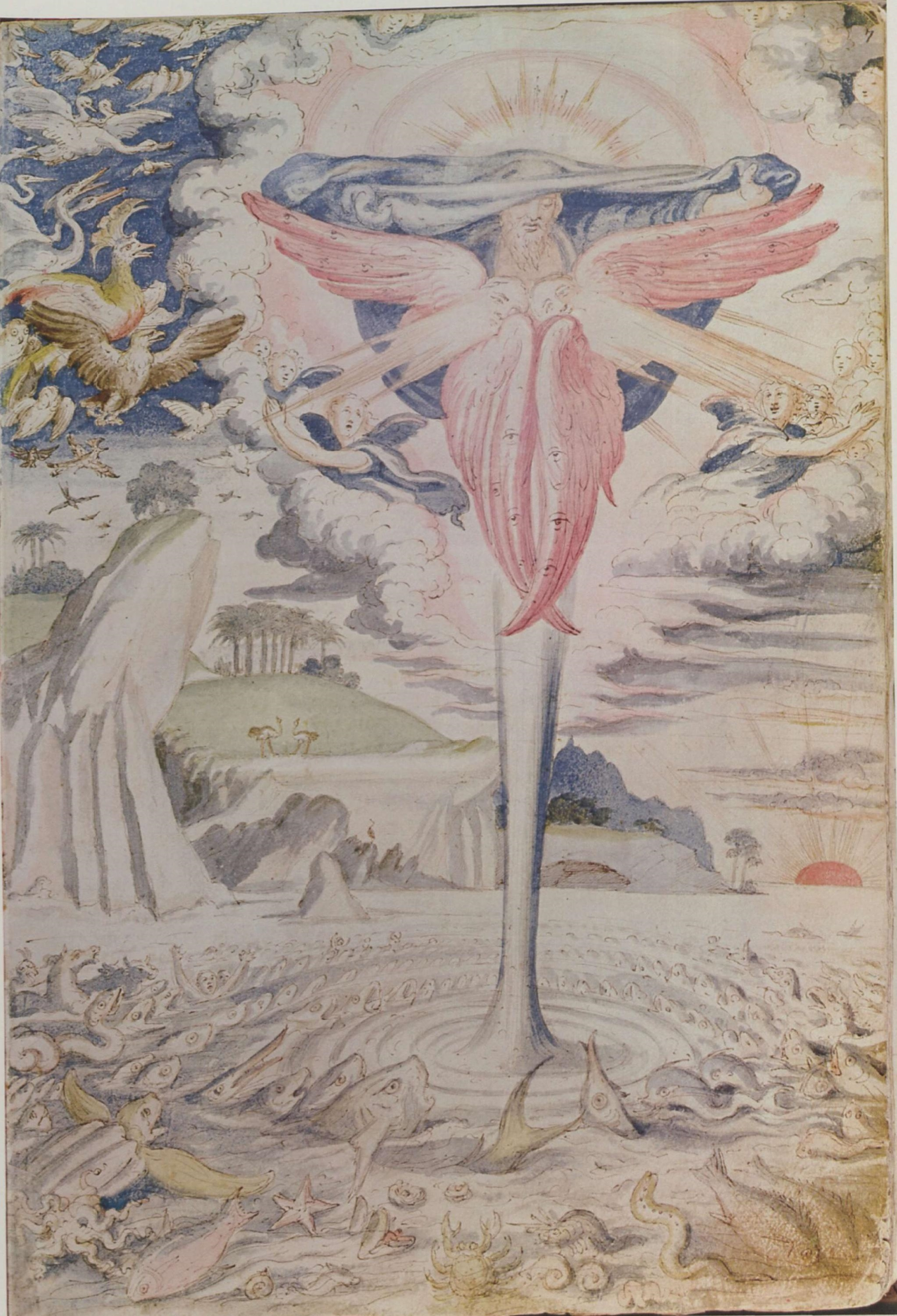
Criação dos Peixes e Aves
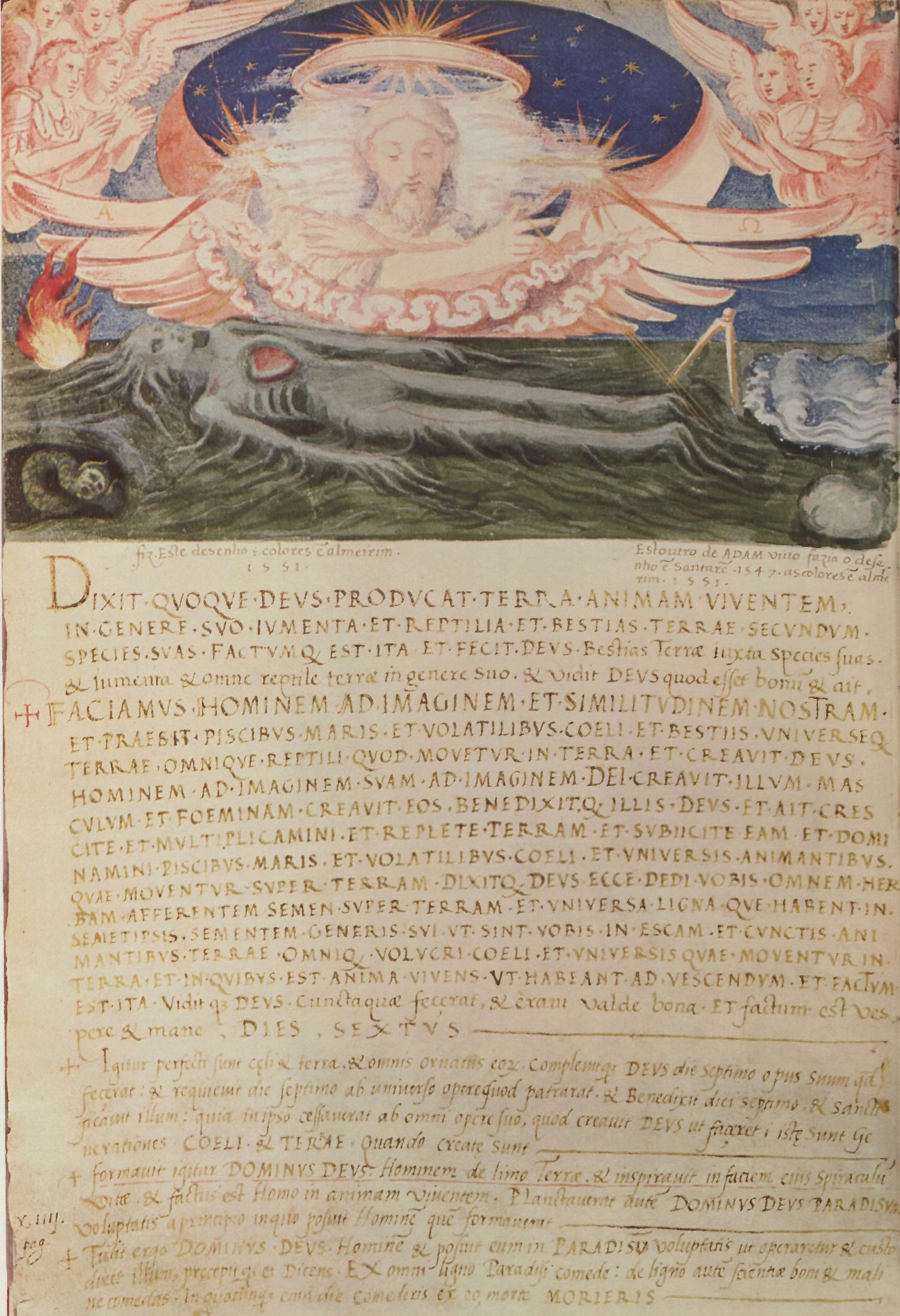
Criação do Homem
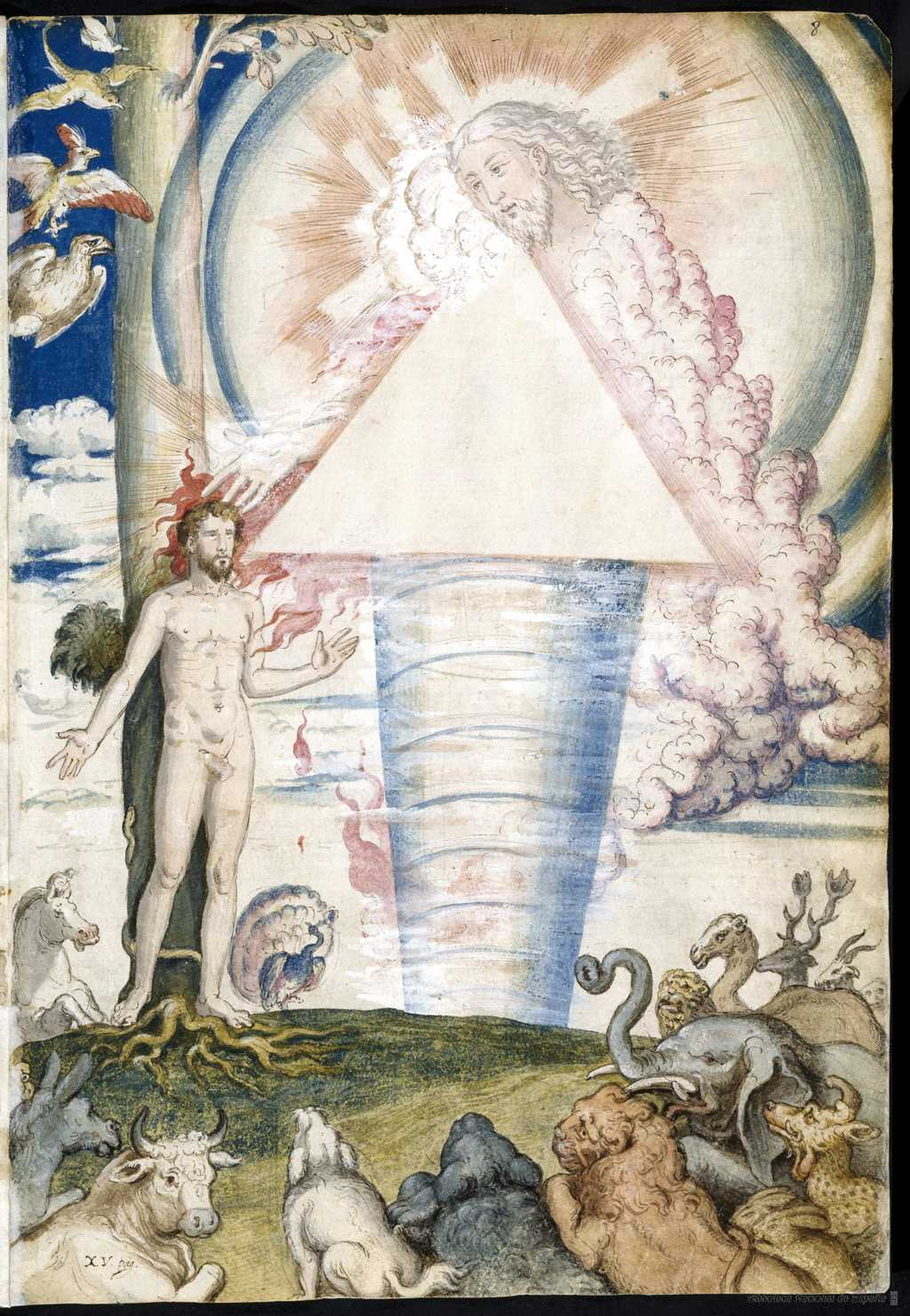
Adão Vivo
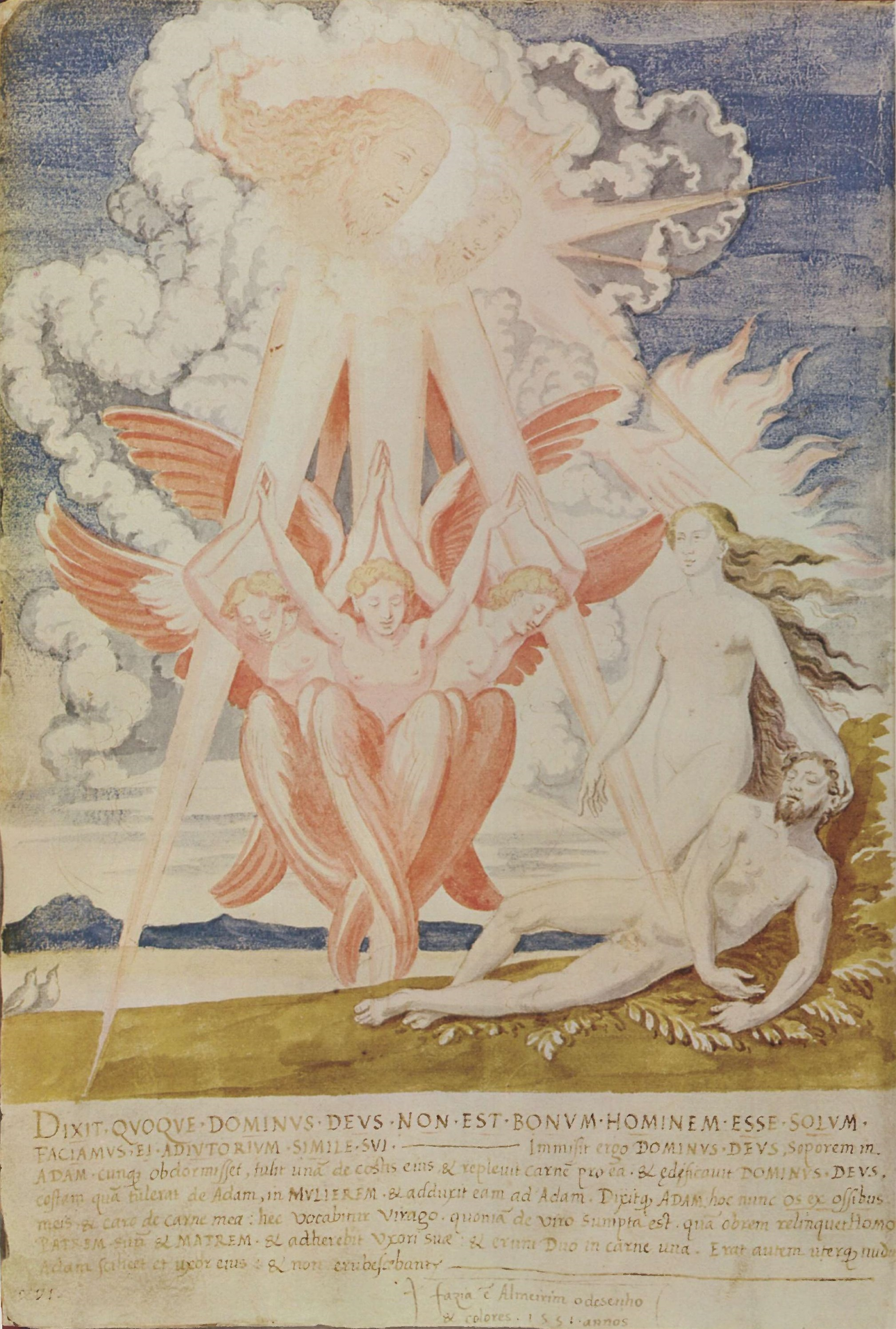
Nascimento da Mulher Eva
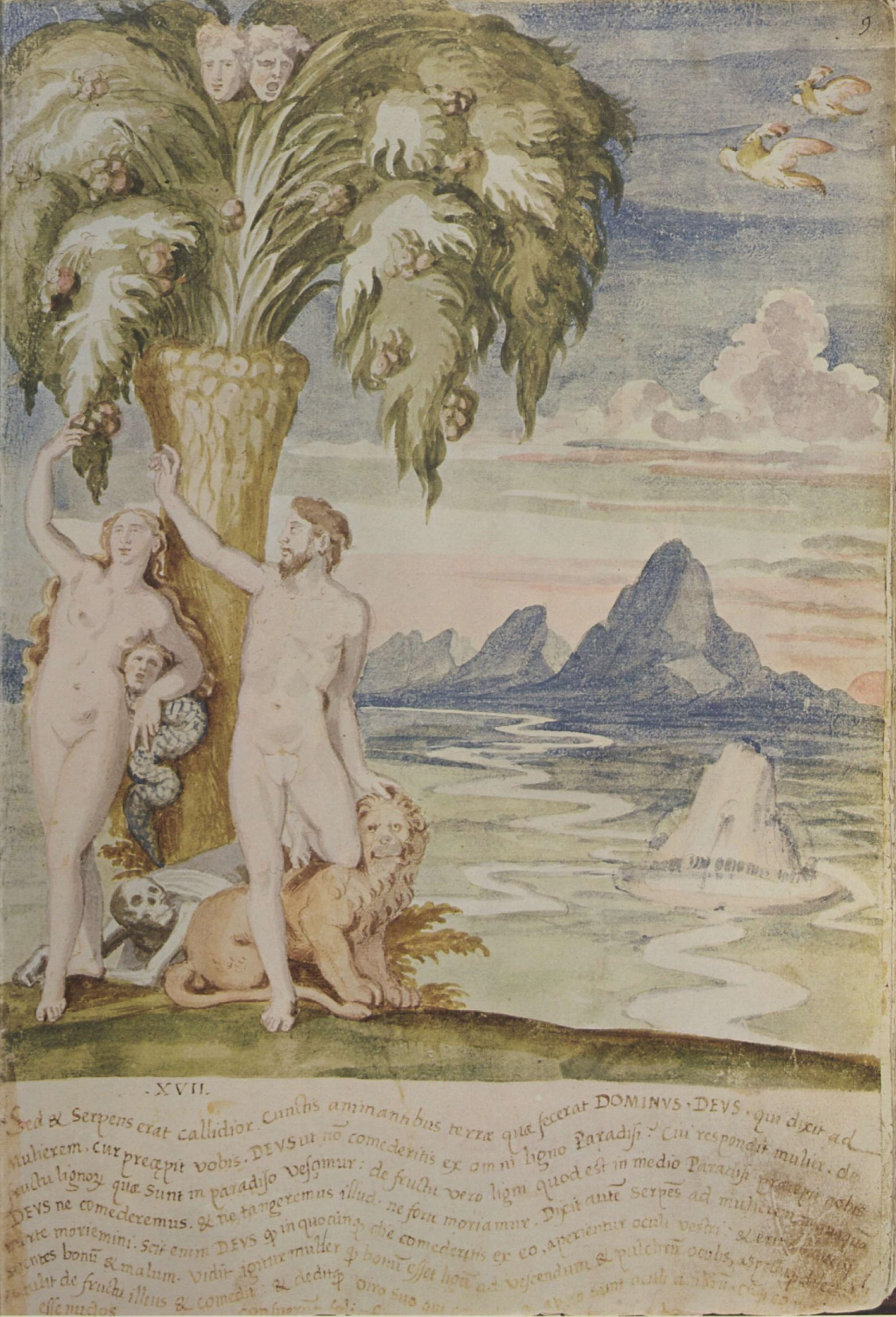
Engano de Eva
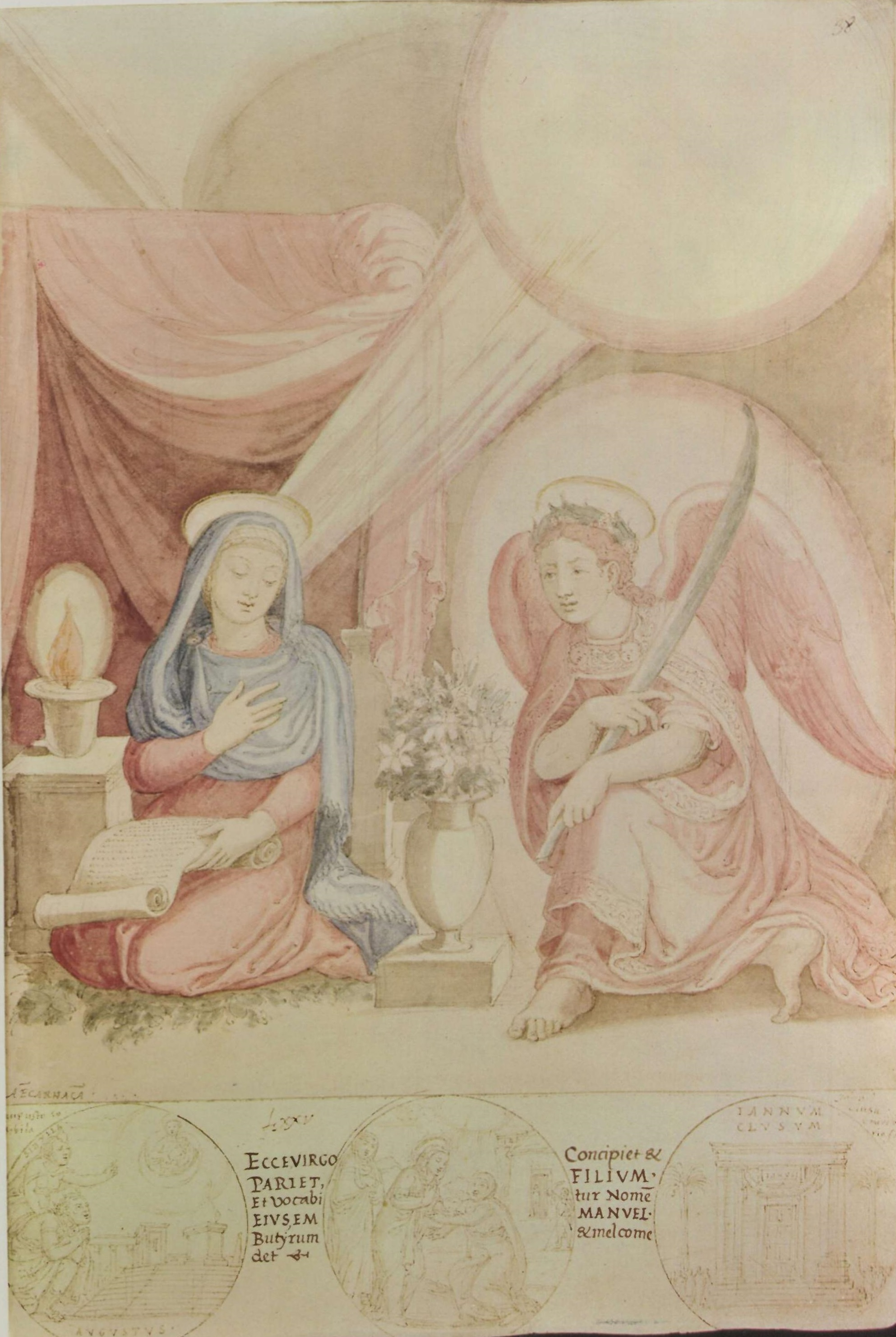
Aẽcarnaçã (A Encarnação)
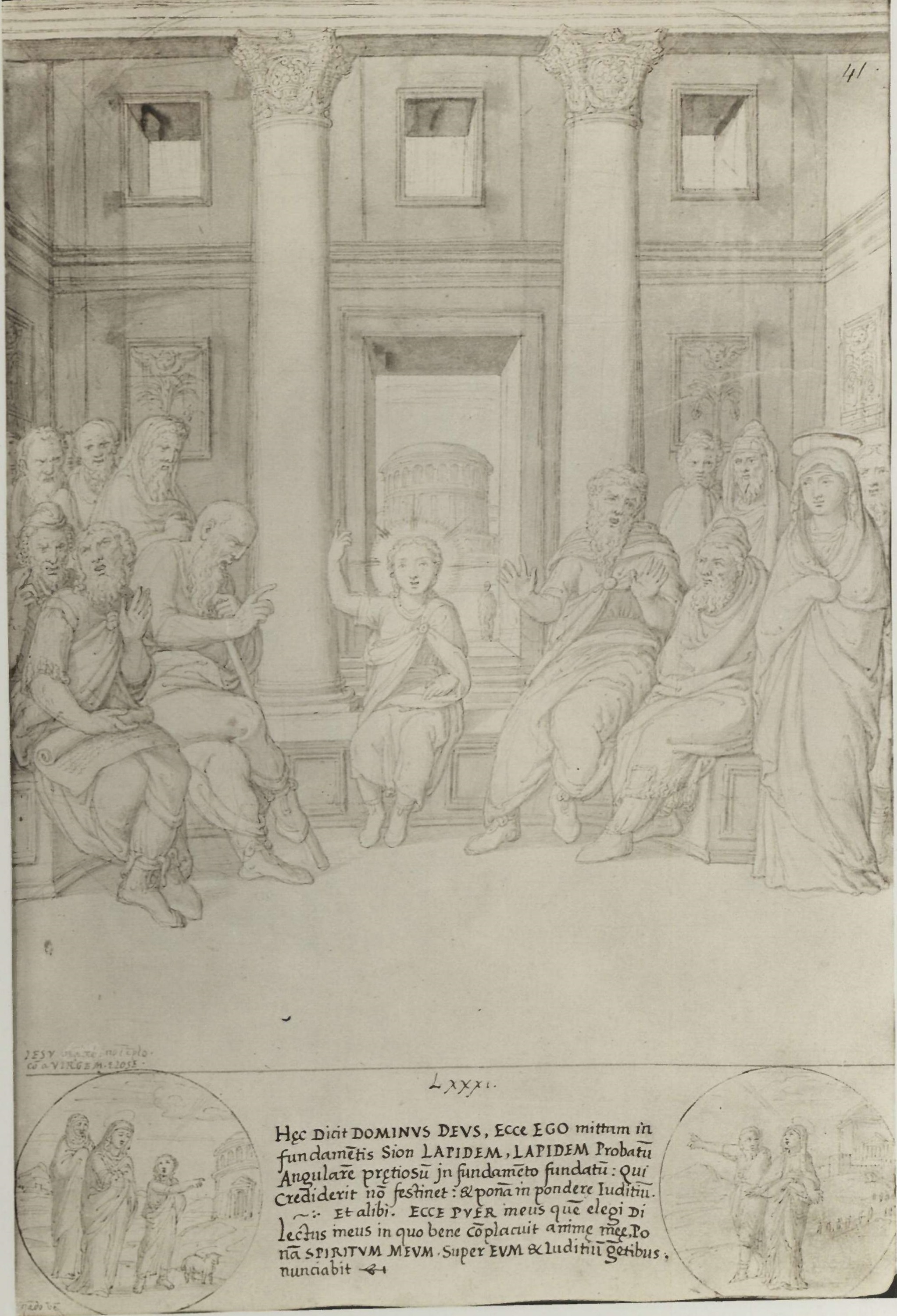
Jesus entre os Doutores
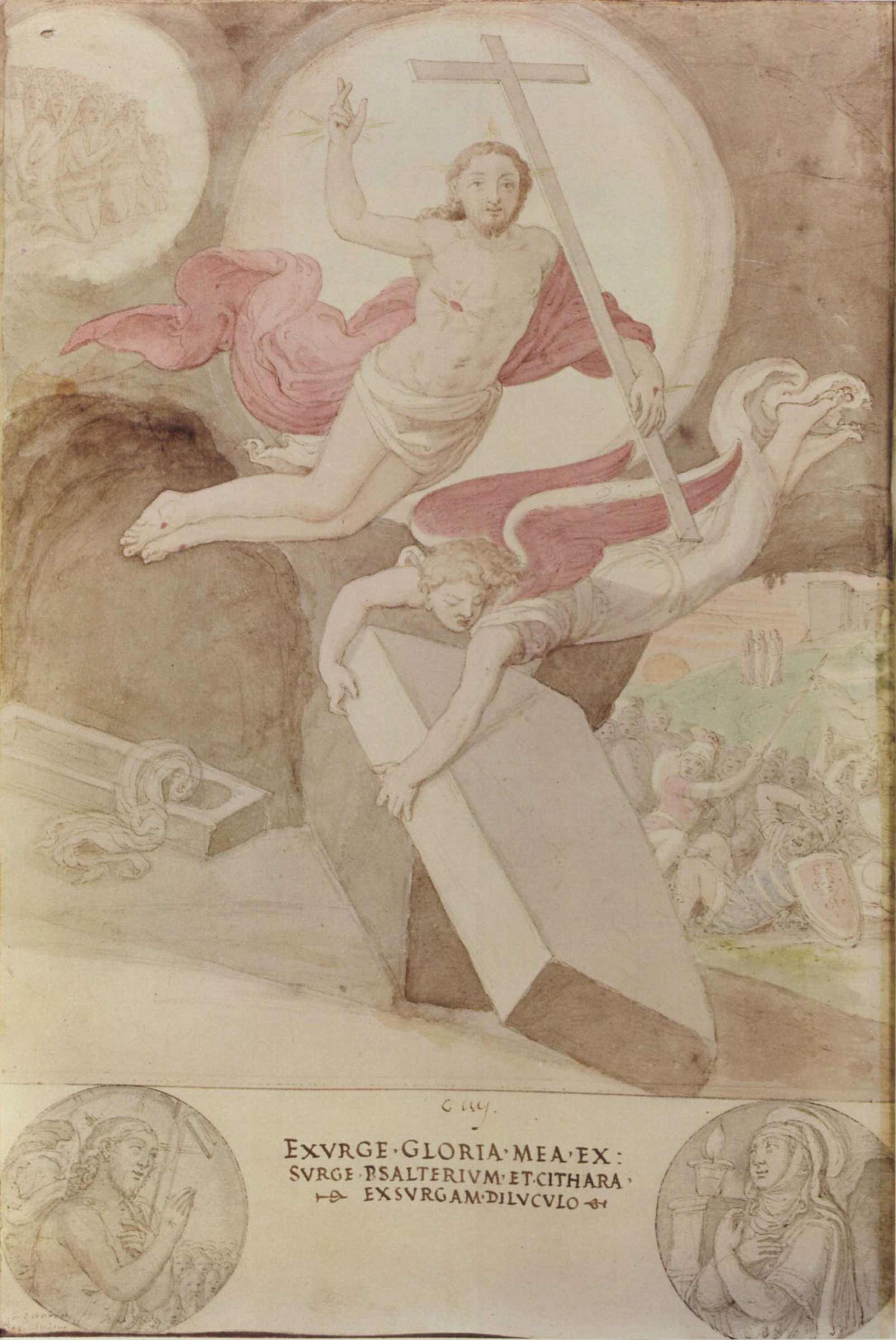
Ressurreição
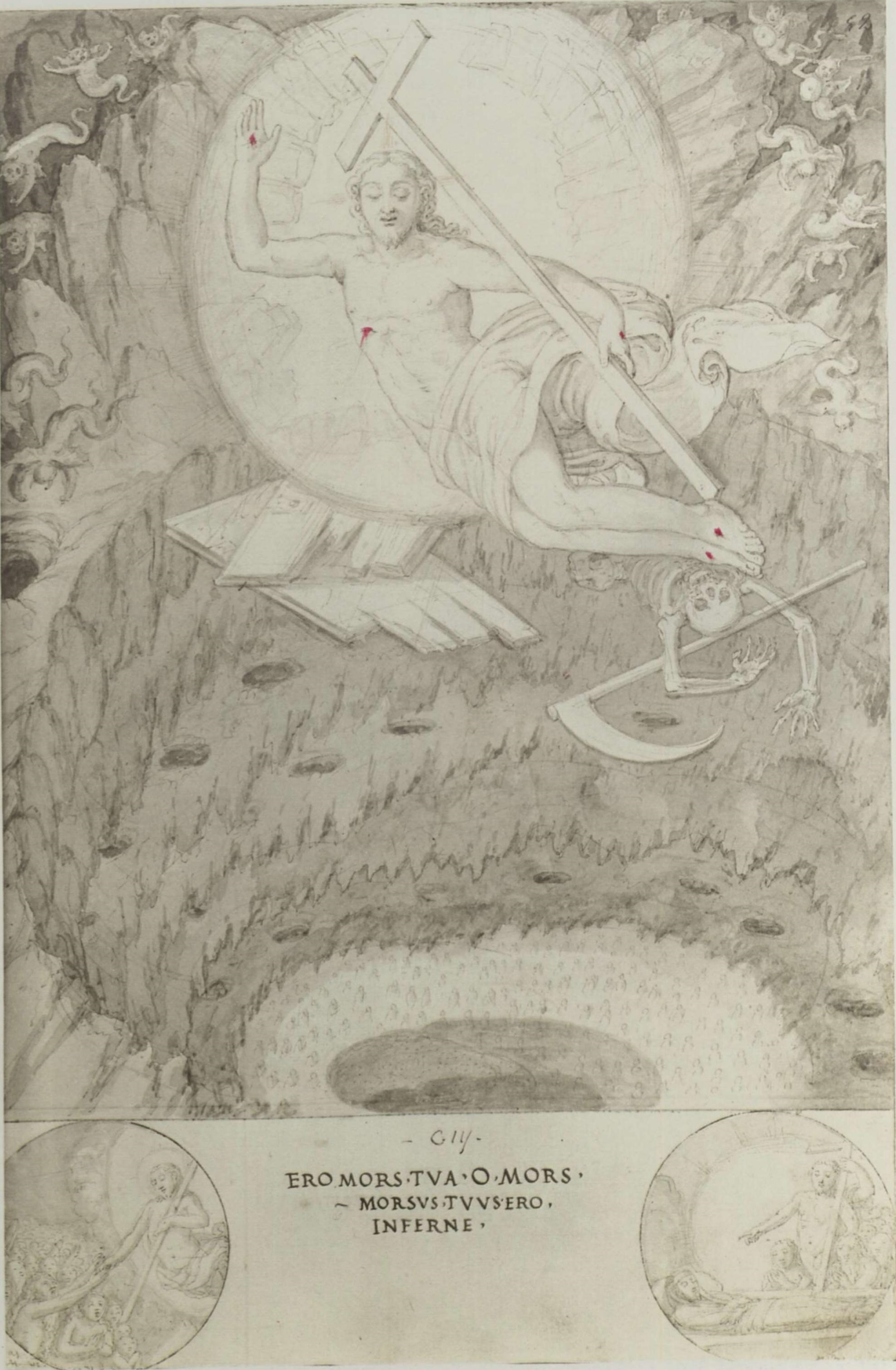
Ó morte, eu hei-de ser a tua morte. Ó inferno, eu hei-de ser o teu tormento
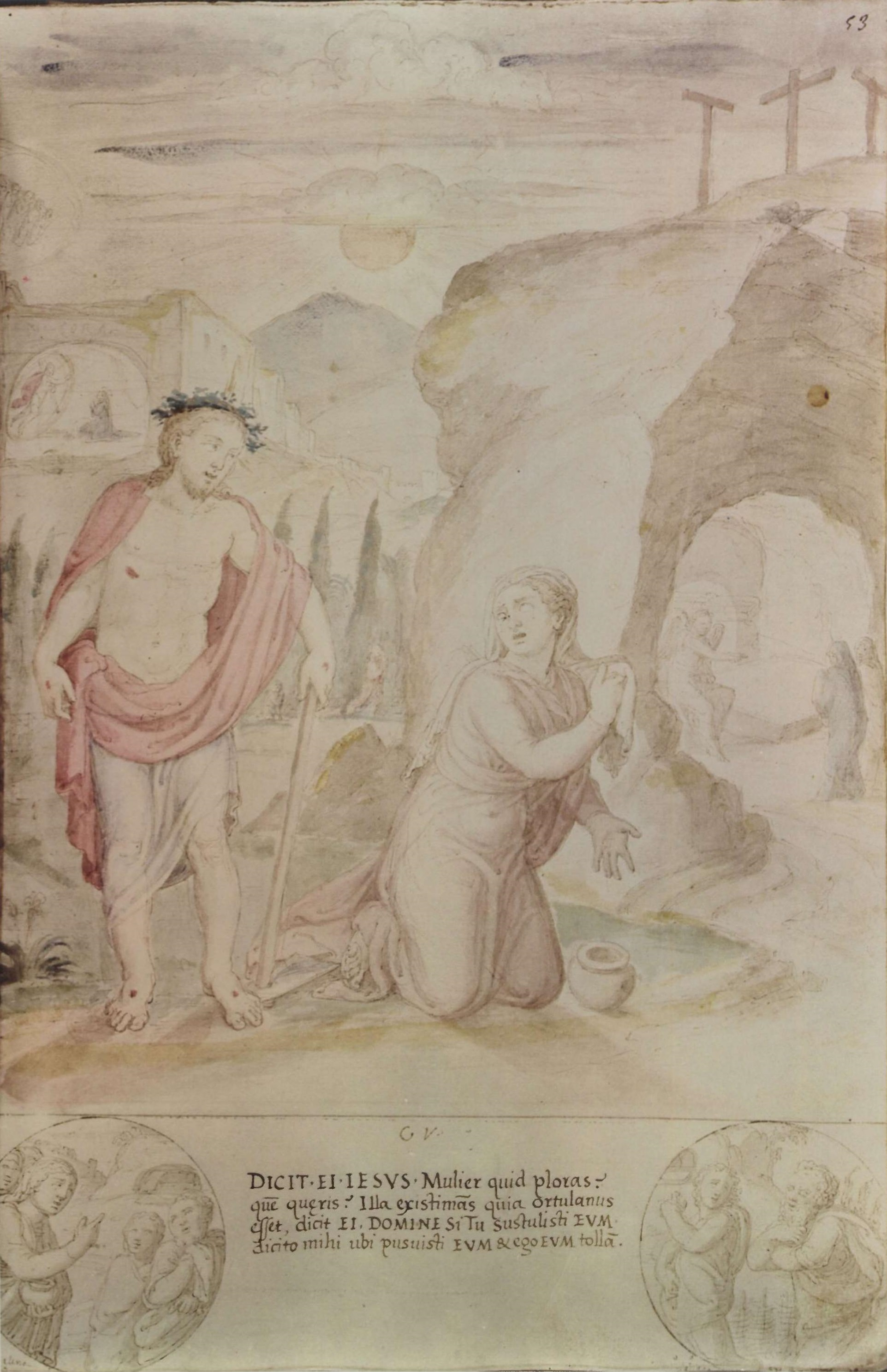
Apariação a Maria Magdala
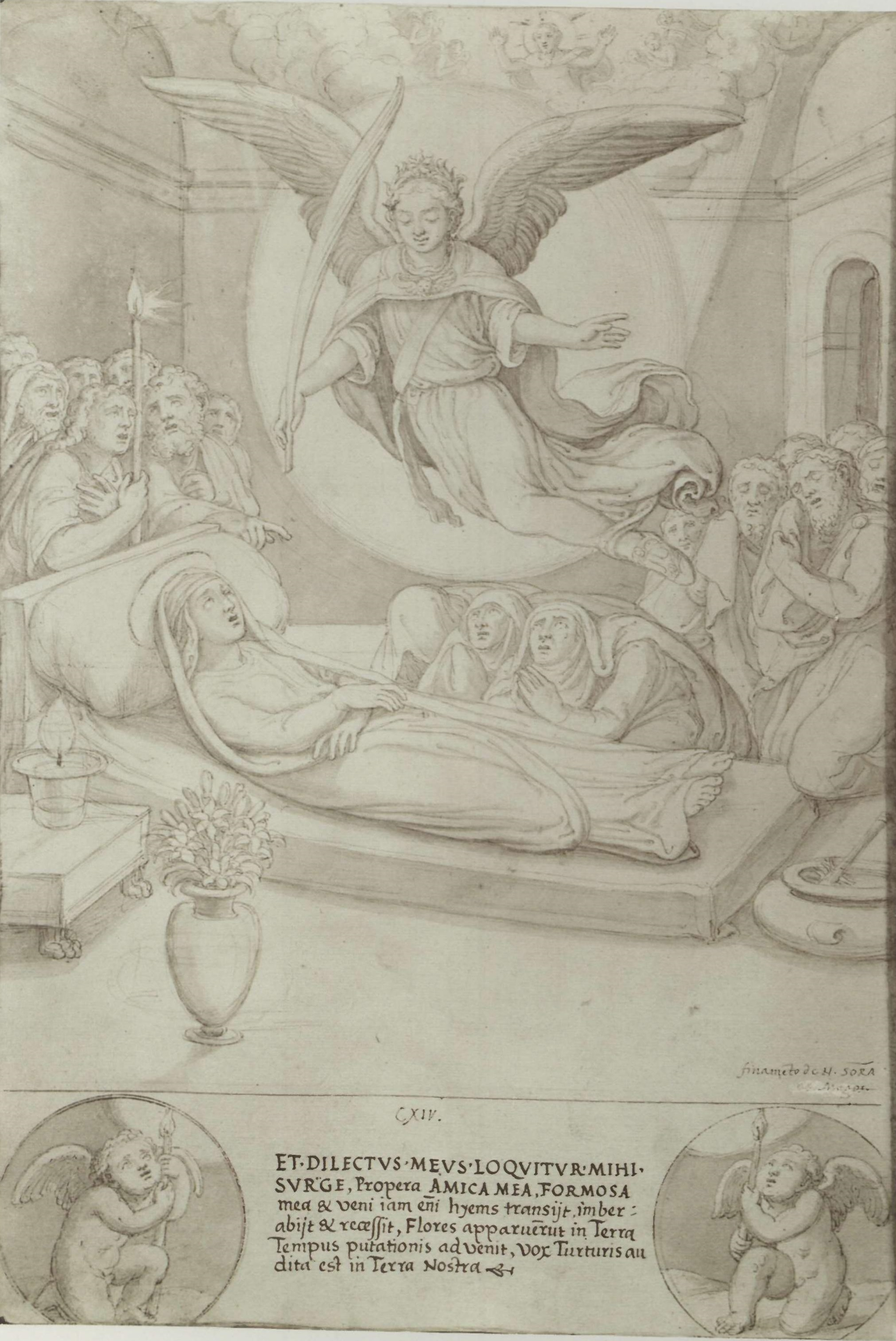
Finamẽto de N. Sõra (Finamento de Nossa Senhora)
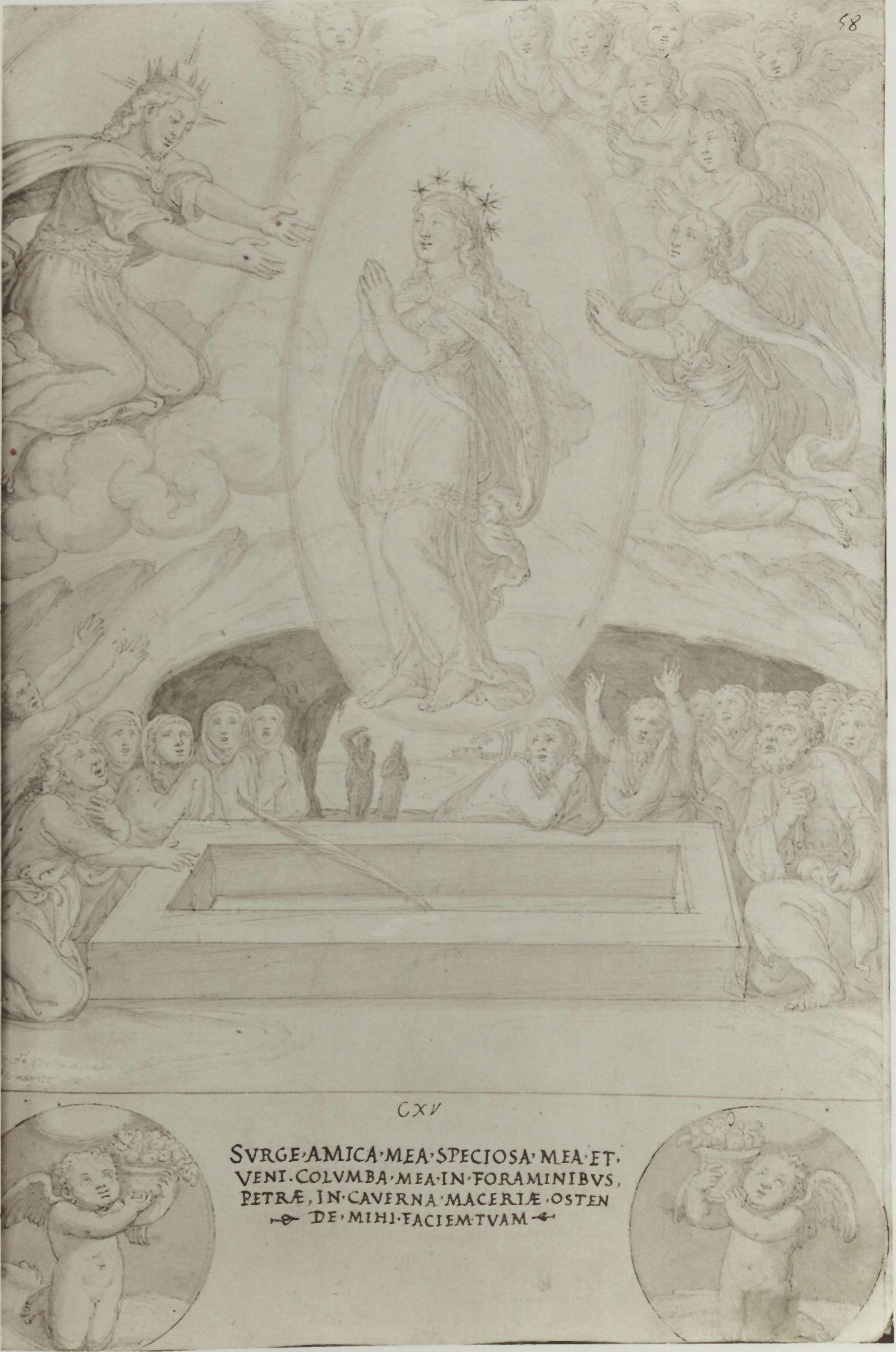
Assumpção
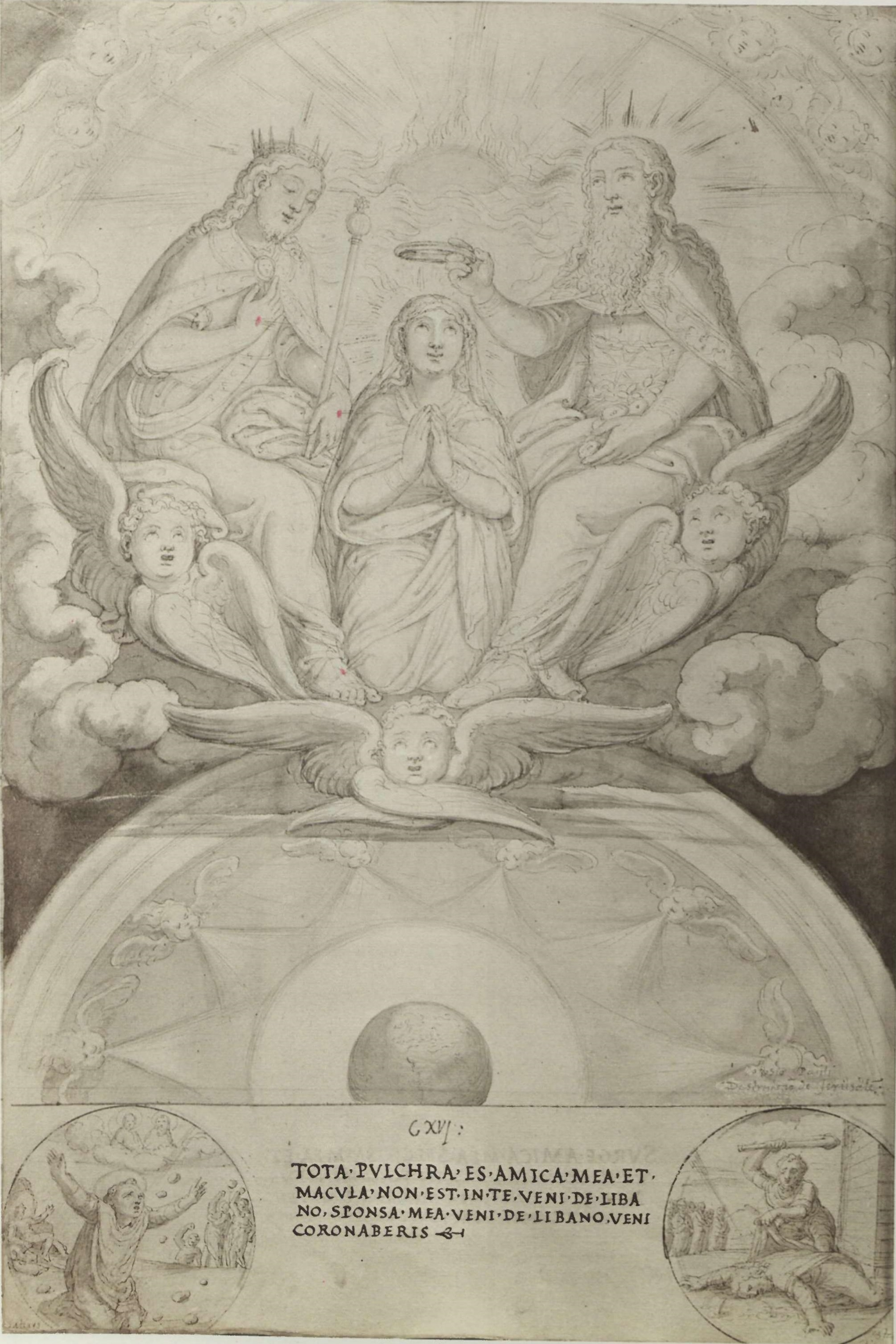
Coroação de Nossa Senhora
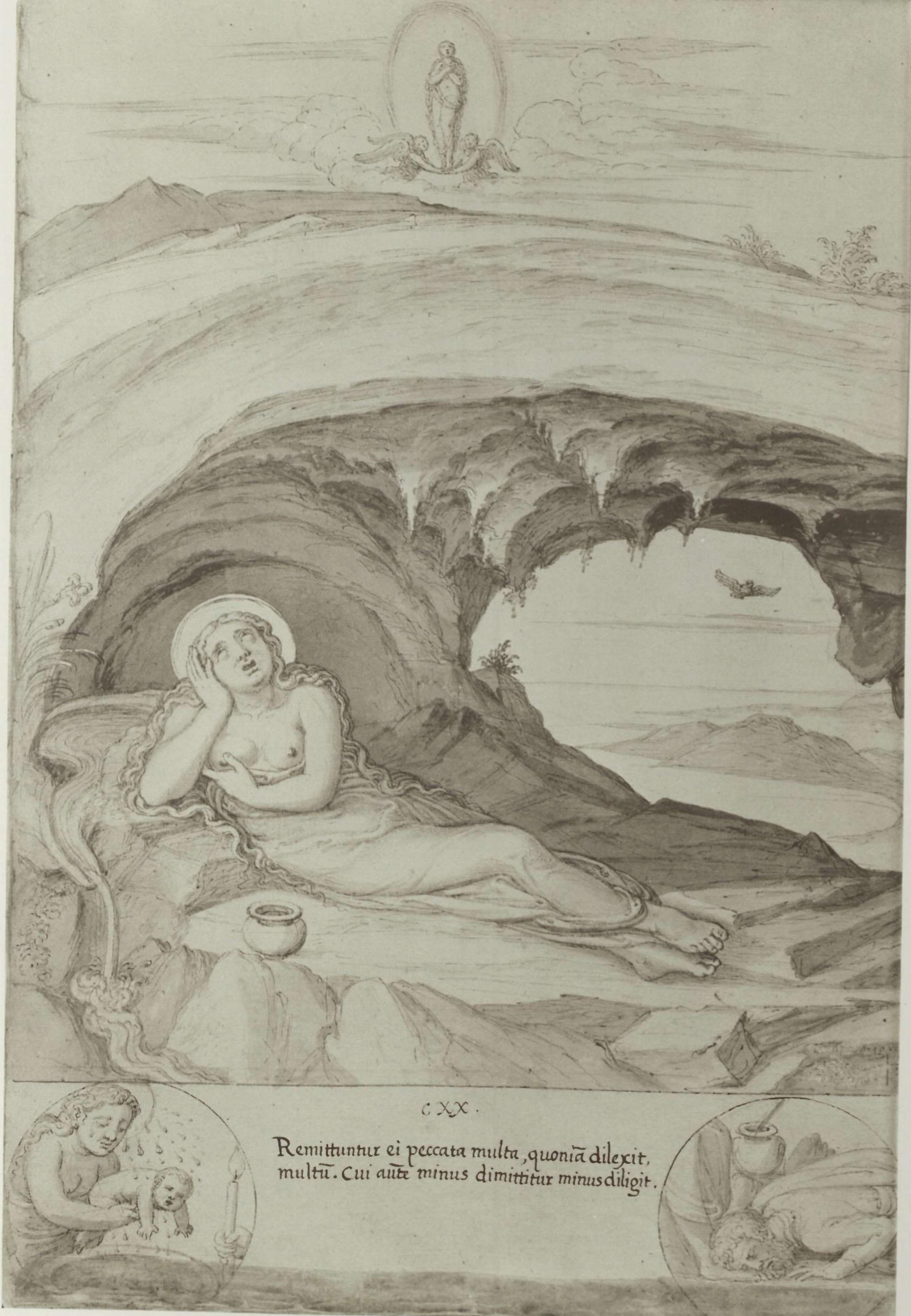
Maria de Magdala
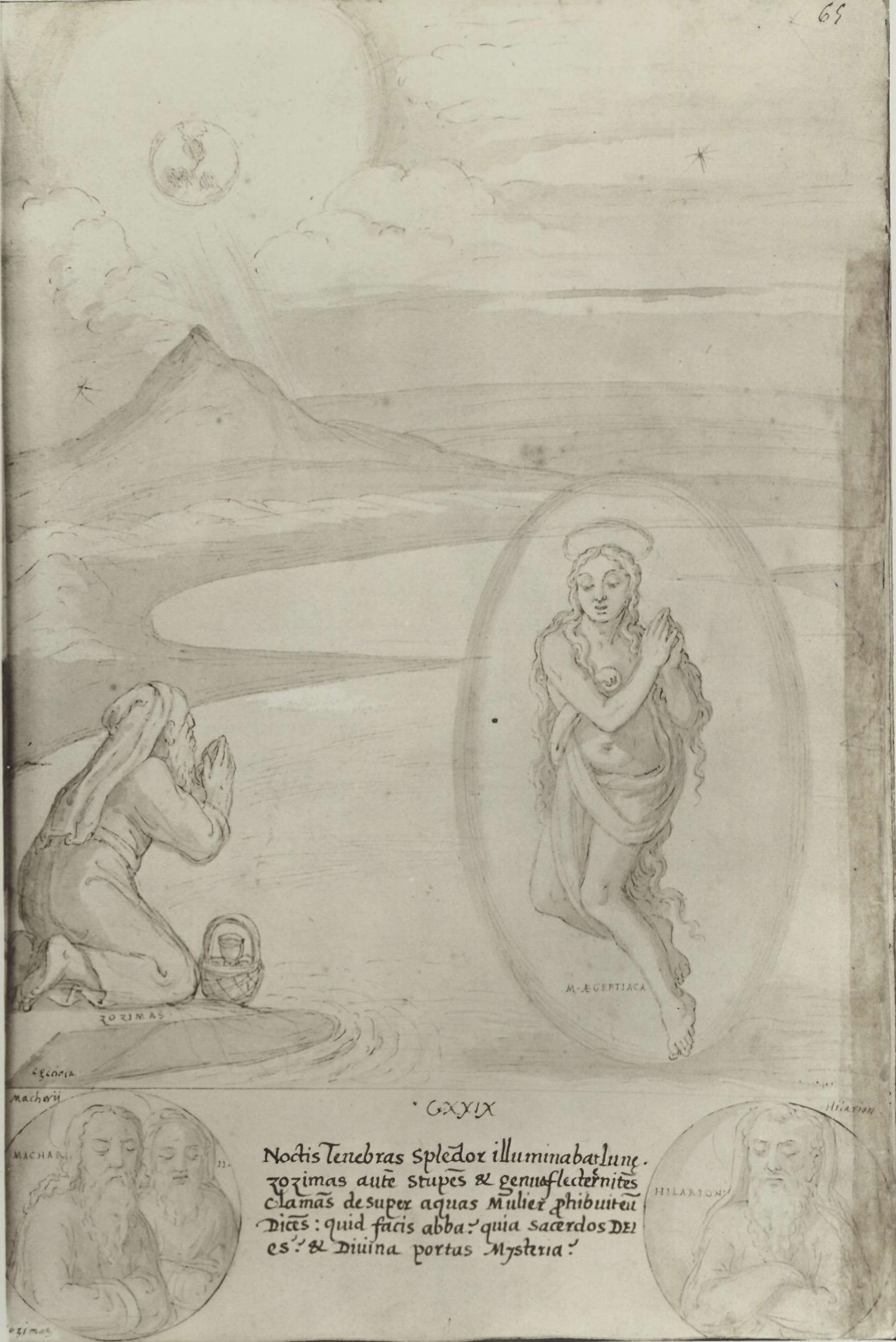
Maria Aegiptiaca
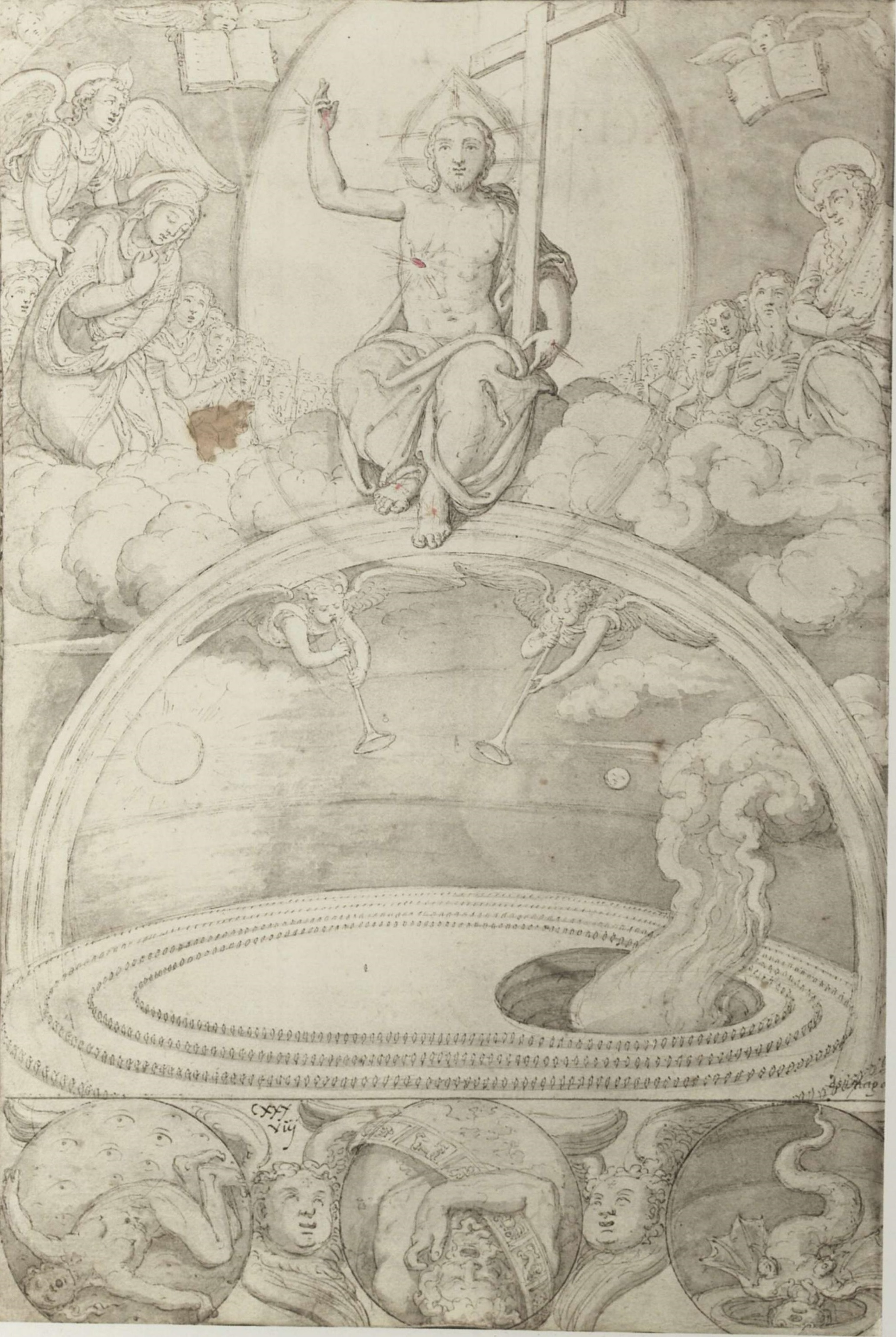
Dia de Juizo